# Galtara aurivilii
Galtara aurivilii is een vlinder uit de familie spinneruilen (Erebidae), onderfamilie beervlinders (Arctiinae). De wetenschappelijke naam van de soort is voor het eerst geldig gepubliceerd in 1901 door Pagenstecher.
Deze nachtvlinder komt voor in tropisch Afrika.